# 舒爾公司
舒尔（英語：S.N.Shure）是世界著名的音频设备品牌，源自美国。销售包括耳机，话筒以及耳塞等音频设备，以动铁耳塞著名。

## 概况
1925年，舒尔兄弟投资建厂，创办了舒尔音频公司，现是主要家用动铁耳机生产商之一。

## 产品线
舒尔的产品包括麦克风、高保真无线科技产品、隨身聽和耳机，话筒以及家用动铁耳机。舒尔已停产所有低端动圈耳机，生产中端动圈耳机及家用动铁耳塞，現在還做高階耳機。

## 主要产品
目前市场上常见舒尔的产品系列主要为隔音耳塞。
舒尔部分耳塞在原外形和配件上进行颜色和调音的修改会推出新产品如SE215有黑色、透明以及蓝色特别版還有se535有白色和香檳色以及紅色特別版。
舒爾所生產之無線麥克風系列普遍使用於全世界各大電視台、舞台演出使用 知名歌手如張惠妹所使用的第1隻專屬麥克風即是舒爾的BETA58A無線麥克風。

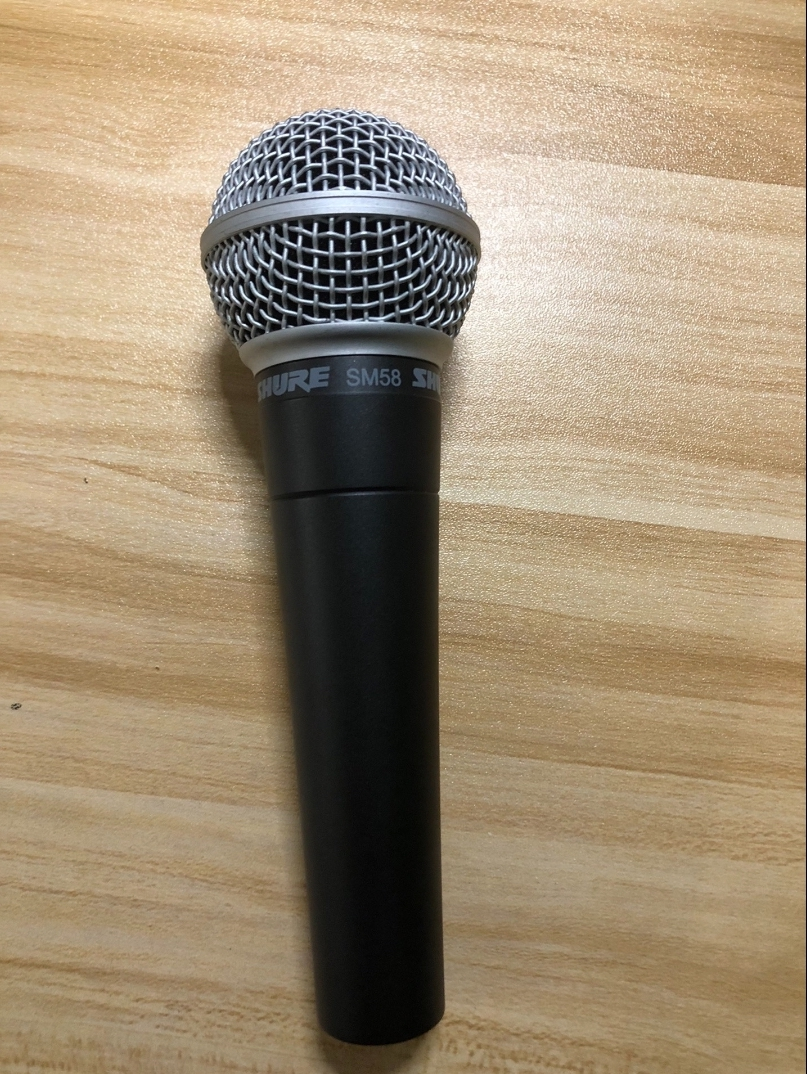
舒尔SM58麦克风